# Tranquilina
Tranquilina (en latín: Furia Sabinia Tranquillina o Sabinia Tranquillina; h. 225 - después de 244) fue una emperatriz romana, esposa del emperador Gordiano III. 

## Familia
Era la hija menor del Prefecto del pretorio Timesteo y su esposa, de nombre desconocido.

## Biografía

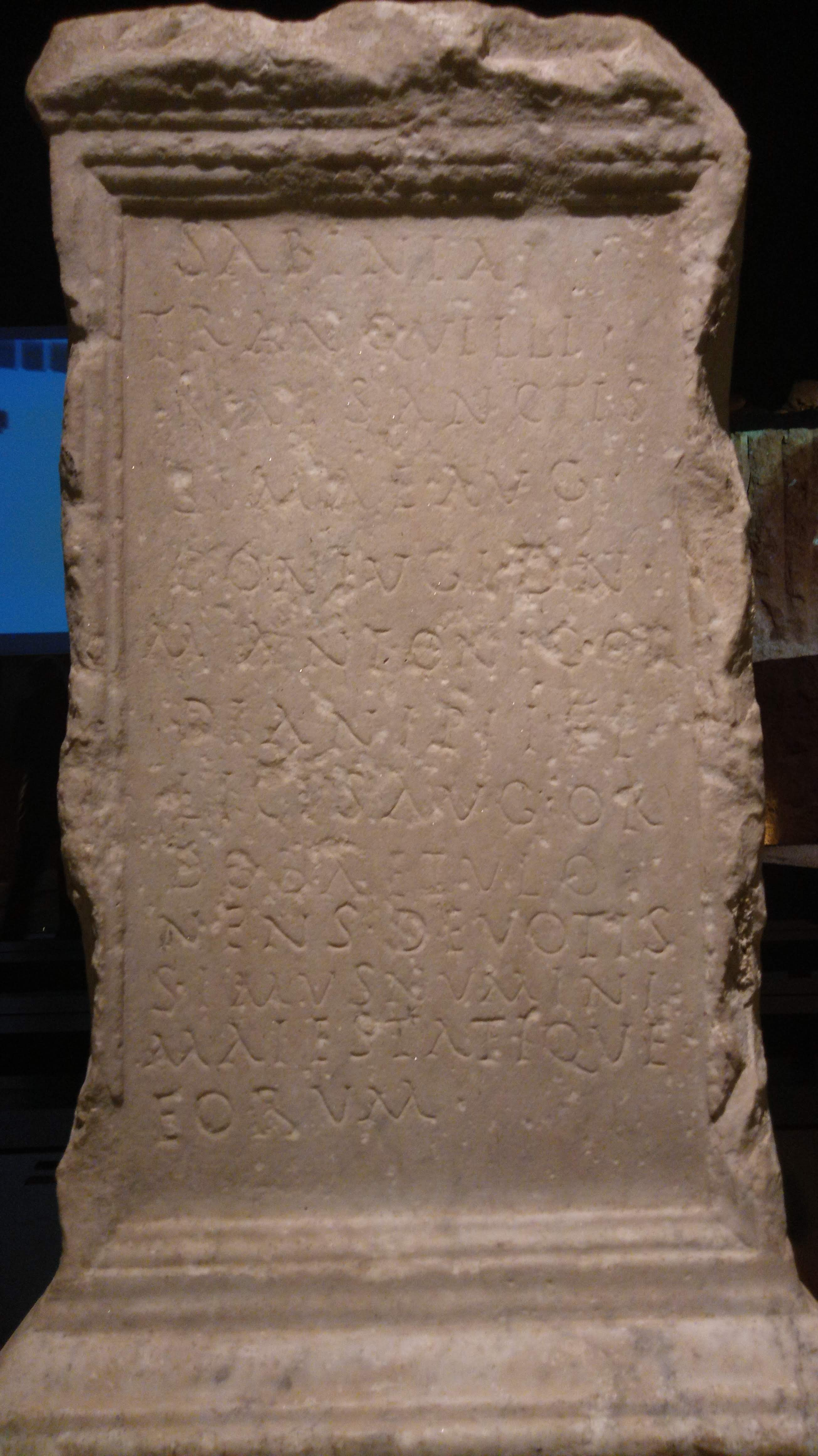
Inscripción honoraria dedicada a Tranquilina por el ordo Baetulonensium (Badalona, Barcelona, España), conservada en el museo local.

En 241 su padre fue nombrado cabeza de la Guardia pretoriana por el emperador romano Gordiano III. En mayo de ese año, Tranquilina se había casado con Gordiano, convirtiéndose en emperatriz romana y recibió el título honorífico de Augusta. Su matrimonio con Gordiano fue una admisión por el joven emperador de lo indispensable que le era Timesiteo desde el punto de vista político y de lo adecuada que era Tranquilina para el cargo de emperatriz. 
En 243, el padre de Tranquilina murió repentinamente y fue reemplazado por Filipo el Árabe, como jefe de la Guardia pretoriana. Cuando Gordiano fue asesinado en febrero de 244, Filipo se convirtió en el nuevo emperador y Tranquilina sobrevivió a su esposo, con quien no había tenido hijos. 

## Descendencia
Christian Settipani sugiere que tenían una hija, llamada Furia y nacida hacia 244, muy probablemente póstuma, que se casó con Marco Mecio Orfito, nacido hacia 245, hijo de Marco Mecio Probo , nacido hacia 220, casado con Pupiena Sextia Paulina Cetegila, nacida hacia 225, nieto por vía paterna de Marco Pomponio Mecio Probo y nieto materno de Marco Pupieno Africano, quien era hijo de su protector el emperador Pupieno Máximo, y su esposa Cornelia Marulina, con quien tuvo descendencia.